# Консульская экзекватура
Консульская экзеквату́ра — документ, выдаваемый обычно министерством иностранных дел страны пребывания консулу иностранного государства, удостоверяющий признание его правительством принимающей стороны и разрешение на исполнение им консульских функций. Государство пребывания вправе отказать в выдаче экзекватуры или отозвать её без объяснения причин. Консульская экзекватура может иметь форму отдельного документа или проставляться компетентными органами страны пребывания в консульском патенте, выданном консулу представляемым государством. К экзекватуре также может приравниваться официальное сообщение в СМИ о том, что соответствующий консул приступил к исполнению своих обязанностей.